# PURENESS
「PURENESS」（ピュアネス）は、日本のバンドSHAZNAのメジャー5枚目のシングルである。1998年4月22日発売。発売元はBMG JAPAN。

## 概要
表題曲は、東宝配給アニメ映画『クレヨンしんちゃん 電撃!ブタのヒヅメ大作戦』主題歌に起用された。
劇中で、アンジェラ青梅のホログラムによる仮装という形で、この曲をバックにIZAMが登場した。

## 収録曲
1. PURENESS (Radio Edit)(5:27)
作詞：IZAM、作曲：SHAZNA/KUZUKI、編曲：SHAZNA/佐藤宣彦/山口一久
2. PURENESS (Natural Edit)(5:28)
作詞：IZAM、作曲：SHAZNA/KUZUKI、編曲：SHAZNA/佐藤宣彦/山口一久
※Radio Editとの違いはアウトロのドラムの音色など、ほんの僅かである。
3. PURENESS (Non Vocal Edit)(5:27)

## 収録アルバム
- オリジナル『PURE HEARTS』（1999年6月30日）
※ALBUM MIX
- ベスト『BEST ALBUM 1993 2000 OLDIES』（2000年1月1日）
- オムニバス『ミレニアム　オブ「クレヨンしんちゃん」～ベストヒット・シングルヒストリー～』（2000年12月21日）
- オムニバス『クレヨンしんちゃん スーパー・ベスト30曲入りだゾ』（2003年2月21日）